# Shykhbey
Shykhbey är en ort i Azerbajdzjan.   Den ligger i distriktet Göyçay, i den centrala delen av landet, 180 km väster om huvudstaden Baku. Shykhbey ligger 32 meter över havet och antalet invånare är 504.
Terrängen runt Shykhbey är platt, och sluttar söderut. Närmaste större samhälle är Geoktschai, 10,5 km norr om Shykhbey.
Trakten runt Shykhbey består till största delen av jordbruksmark. Runt Shykhbey är det ganska tätbefolkat, med 134 invånare per kvadratkilometer.